# Annemarie Renger

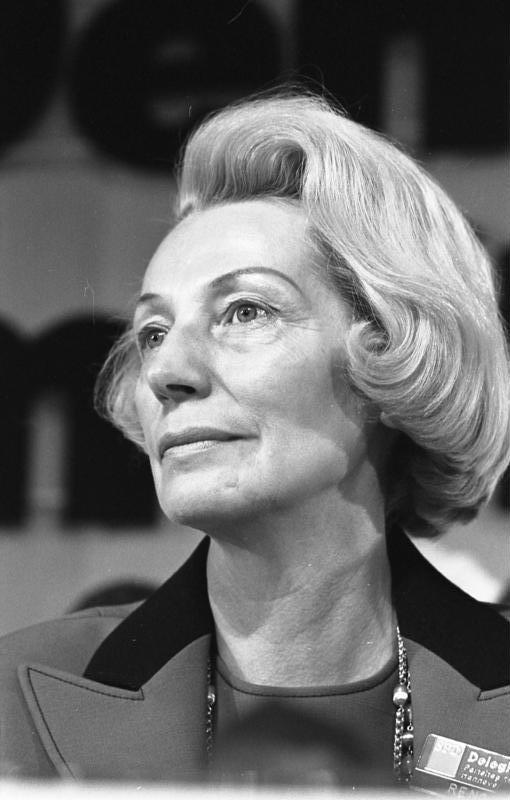
Annemarie Renger (1973)

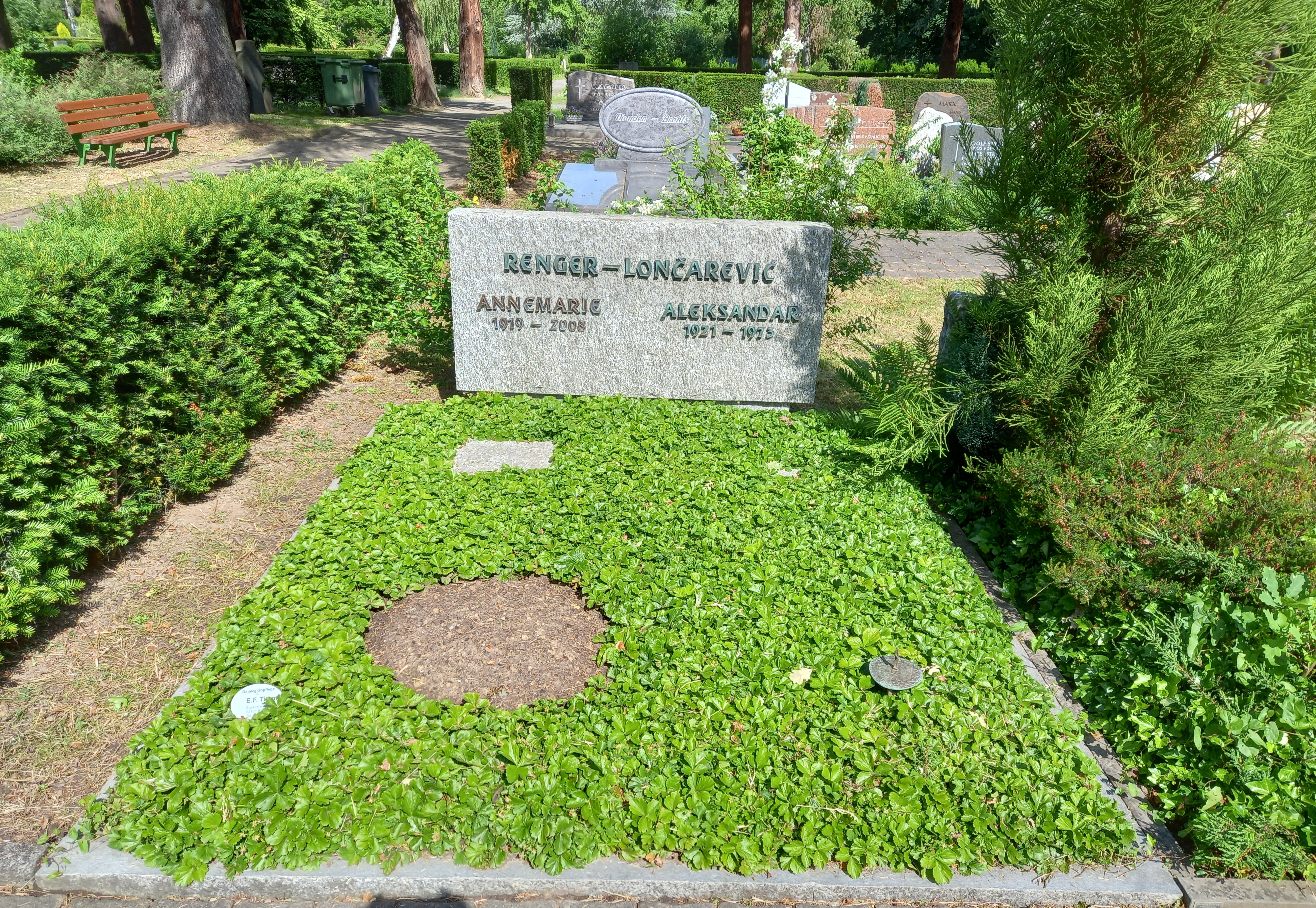
Das Grab von Annemarie Renger und ihrem zweiten Ehemann Aleksandar Lončarević auf dem Südfriedhof (Bonn)

Annemarie Renger, geb. Wildung (* 7. Oktober 1919 in Leipzig; † 3. März 2008 in Remagen-Oberwinter), war eine deutsche Politikerin (SPD). Sie war von 1972 bis 1976 Präsidentin und von 1976 bis 1990 Vizepräsidentin des Deutschen Bundestages. Damit war sie die weltweit erste Präsidentin eines demokratisch gewählten Parlaments.

## Familie
Annemarie Renger stammte aus einer sozialdemokratischen Familie. Schon ihr Großvater war aktiver Sozialdemokrat. Sie war eines von sieben Kindern des Tischlers, SPD-Politikers und Sportfunktionärs Fritz Wildung (1872–1954) und dessen Ehefrau Martha (1881–?). Die Mutter trat im Jahr 1908 der SPD bei – dem Jahr, in dem Frauen erstmals Mitglied der Partei werden konnten. Der Vater wurde 1924 Geschäftsführer der Zentralkommission für Arbeitersport in Berlin. Die Nazis belegten ihn 1933 mit einem Berufsverbot und verfolgten ihn.
Im Jahre 1938 heiratete Annemarie Wildung den Werbeleiter Emil Renger, der im Sommer 1944 bei Chartres in Frankreich fiel. Ihr Sohn Rolf Renger (1938–1998) war ebenfalls aktiver Sozialdemokrat. Mit 26 Jahren war Annemarie Renger zum ersten Mal Witwe und hatte drei ihrer vier Brüder im Krieg verloren. Im Jahre 1945 lernte sie Kurt Schumacher kennen, dessen enge Vertraute und Lebensgefährtin sie bis zu seinem Tod 1952 wurde.
Von 1965 an war Annemarie Renger in zweiter Ehe mit dem aus Jugoslawien stammenden Volkswirt und Diplomaten Aleksandar Lončarević verheiratet, der 1973 starb. Ab 1965 lebte sie in Oberwinter-Birgel, zuletzt gemeinsam mit ihrer Enkeltochter, deren Ehemann und zwei Urenkeln. Im Ortsbezirk Oberwinter starb Annemarie Renger im März 2008.

## Ausbildung und Beruf
Annemarie Wildung besuchte zunächst das als Mädchengymnasium in Berlin geführte Staatliche Augustagymnasium, das sie 1934 verlassen musste, weil ihr wegen der sozialdemokratischen Gesinnung der Eltern das damals notwendige Stipendium entzogen wurde. Notgedrungen absolvierte Renger anschließend eine Verlagslehre, die sie mit der Kaufmannsgehilfenprüfung erfolgreich abschloss; bis 1945 war sie als Verlagskauffrau in Berlin tätig. Danach arbeitete sie als Privatsekretärin des SPD-Vorsitzenden Kurt Schumacher in dem nach ihm benannten Büro Dr. Schumacher. Daneben leitete sie ab 1946 das Büro des SPD-Parteivorstandes zunächst in Hannover und danach in Bonn.

## Partei
Die Bindung zur Sozialdemokratie überdauerte die Zeit des Nationalsozialismus, nach dessen Zerschlagung Annemarie Renger die neu gewonnene Freiheit entschlossen nutzen wollte: „Vor uns lag das Trümmerfeld Deutschland. Ich war fest entschlossen, mich politisch zu engagieren und am Aufbau eines demokratischen Deutschlands mitzuwirken. Ich wollte mithelfen, dass die Welt keinen Krieg mehr erleben muss.“ Ab 1945 war Annemarie Renger Mitglied der SPD. Am 1. Oktober trat sie eine Stelle als Privatsekretärin Kurt Schumachers an. Sie sagte später, schon mit zehn Jahren sei ihr Berufswunsch „Parteisekretärin“ gewesen. Auf den von den Nationalsozialisten fast zehn Jahre in Konzentrationslagern festgehaltenen und misshandelten SPD-Vorsitzenden Schumacher wurde sie aufmerksam, als sie seine Rede mit dem Titel „Wir verzweifeln nicht“ las; sie beschloss daraufhin, ihn kennenzulernen. Das bekannte Foto, auf dem Annemarie Renger den schwer kranken, wegen seiner Bein- und Armamputation behinderten Kurt Schumacher stützt, ist „geradezu eine Ikone der Nachkriegsgeschichte“ geworden. Von 1962 bis 1973 war sie Mitglied im SPD-Bundesvorstand, von 1970 bis 1973 auch im SPD-Präsidium. Von 1979 bis 1983 war sie Mitglied der Kontrollkommission der SPD. Renger gehörte neben Egon Franke zu den führenden Köpfen der sogenannten „Kanalarbeiterriege“ in der SPD.
Bei der Wahl des deutschen Bundespräsidenten 1979 trat sie als Kandidatin der SPD an, unterlag aber mit 431 Stimmen dem Kandidaten der Unionsparteien Karl Carstens, der 528 Stimmen erhielt. Die 66 Vertreter der FDP in der Bundesversammlung hatten sich der Stimme enthalten.

„Sie hat die SPD also nicht nur als eine politische Interessenvertretung wahrgenommen, sondern vor allem als eine Gemeinschaft von Gleichgesinnten. Diese Gemeinschaft sprach nicht nur den Verstand, sondern auch Herz und Gefühl an. Hier lernte sie die Welt nicht nur zu betrachten, sondern zu begreifen. Hier fand sie Halt. Hier entstand der Wille, die Welt verbessern zu helfen. Die Bindungen und Formungen, die hier entwickelt wurden, waren so stark, dass sie ein Leben lang hielten.“

Annemarie Renger gehörte 1974 zu den Gründern des Seeheimer Kreises. Über Annemarie Renger stehen die Seeheimer in der Traditionslinie eines nationalen Flügels der SPD, der von ihrem Chef Kurt Schumacher (1895–1952) über dessen Doktorvater Johann Plenge (1874–1963) bis hin zur Lensch-Cunow-Haenisch-Gruppe während des Ersten Weltkrieges reichte. Nach dem Verlust der Regierungsbeteiligung der SPD im Oktober 1982 sank der Einfluss des Seeheimer Kreises. Das führte zur Gründung der Kurt-Schumacher-Gesellschaft unter Führung Annemarie Rengers. Annemarie Renger wurde zur ersten Vorsitzenden gewählt und führte und prägte die Arbeit der Kurt-Schumacher-Gesellschaft bis zu ihrem Tod.

## Abgeordnete
Annemarie Renger wurde 1953 in den Deutschen Bundestag gewählt, dem sie danach bis 1990 ununterbrochen angehörte. Von 1959 bis 1966 war sie außerdem Mitglied der Beratenden Versammlung des Europarates und der WEU. Von 1969 bis 1972 war sie Parlamentarische Geschäftsführerin der SPD-Bundestagsfraktion und damit die erste Frau, die in den engeren Fraktionsvorstand der SPD-Fraktion einzog.
Als die SPD nach der Bundestagswahl 1972 erstmals die stärkste Fraktion stellte, wurde sie am 13. Dezember 1972 als erste Frau in das Amt des Präsidenten des Deutschen Bundestages gewählt. Sie war damit zugleich weltweit die erste Frau an der Spitze eines frei gewählten Parlaments. Dazu sagte Renger später: „Ich habe mich in der Fraktion selber für das Amt des Bundestagspräsidenten vorgeschlagen. Glauben Sie, man hätte mich sonst genommen?“

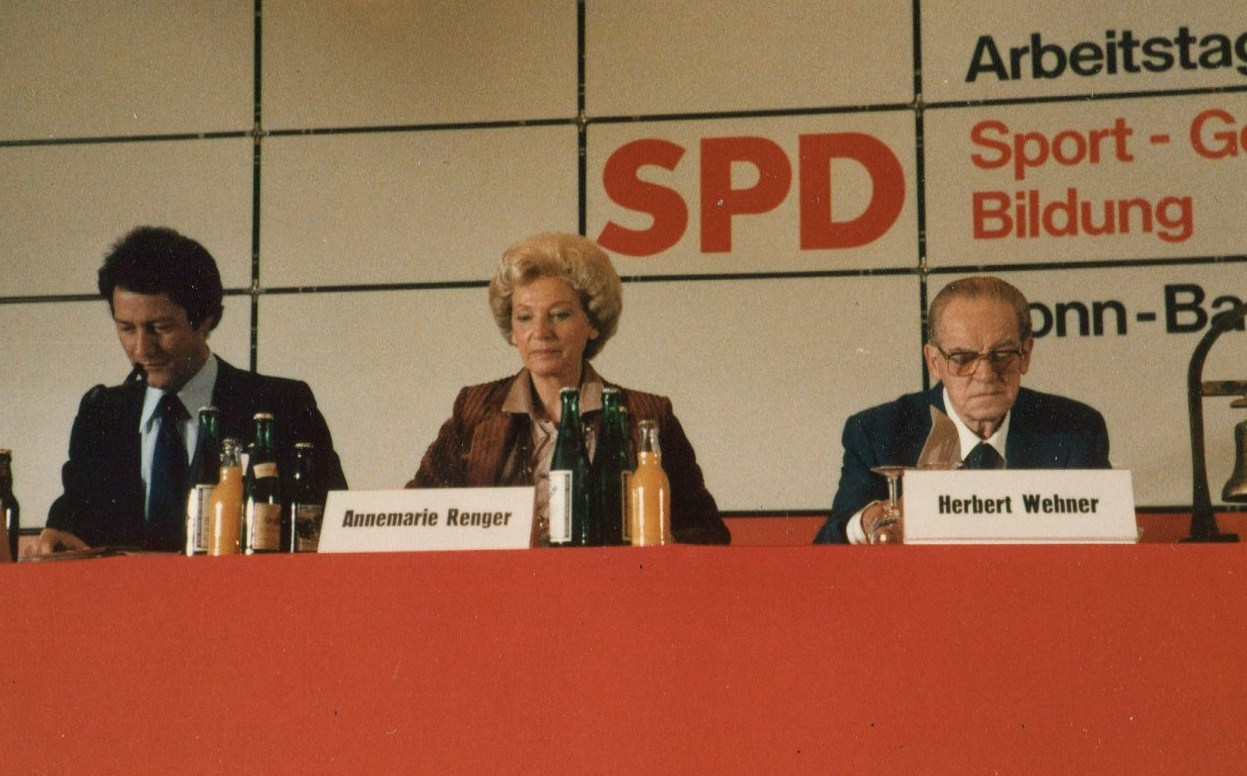
Annemarie Renger bei einer Tagung von SPD-Bundesarbeitsgemeinschaften

Gleichzeitig war sie Vorsitzende der „Unterkommission Haushalt“ und der „Kommission für Fragen der Besteuerung der Abgeordneten-Diäten“ des Ältestenrates des Bundestages und auch des Gemeinsamen Ausschusses nach Artikel 53 a des Grundgesetzes. Nach der Bundestagswahl 1976 stellten wieder CDU und CSU die stärkste Fraktion und Annemarie Renger wurde von Karl Carstens abgelöst. Renger selbst wurde zu einer der Vizepräsidentinnen des Bundestages gewählt. Dieses Amt bekleidete sie bis zu ihrem Ausscheiden aus dem Deutschen Bundestag im Dezember 1990; sie war in dieser Zeit auch Vorsitzende verschiedener Kommissionen des Bundestags-Ältestenrates. Sie war damit bis 2024, als Petra Pau sie übertraf, das historisch am längsten ohne Unterbrechung amtierende Mitglied des Bundestagspräsidiums. Vom 24. Juni 1977 bis 1983 war Renger außerdem stellvertretende Vorsitzende des Auswärtigen Ausschusses des Bundestages.
Bei der Bundestagsabstimmung am 22. November 1983 über einen SPD-Antrag zum NATO-Doppelbeschluss, in dem weitere Verhandlungen mit der Sowjetunion vor der Stationierung neuer Mittelstreckenraketen gefordert wurden, enthielt sie sich, gemeinsam mit 24 weiteren Fraktionskollegen (unter anderem Helmut Schmidt sowie Egon Franke, Dieter Haack, Karl Ahrens und Hans Matthöfer vom rechten SPD-Flügel), der Stimme.

## Gesellschaftliches Engagement
Von 1968 bis 1971 war Renger Vorsitzende der Deutschen Gesellschaft für die Vereinten Nationen. Ab 1985 war Renger Präsidentin des Arbeiter-Samariter-Bundes. Von 1987 bis 1998 war sie Aufsichtsratsvorsitzende der McDonald’s Kinderhilfe und 1991 bis 1995 Vorsitzende der „Vereinigung ehemaliger Mitglieder des Deutschen Bundestages und des Europäischen Parlaments e. V.“ Weiter war sie Vorsitzende des Zentralverbandes demokratischer Widerstandskämpfer- und Verfolgtenorganisationen sowie von 1990 bis 1992 Präsidentin der Europäischen Bewegung Deutschland.

## Ehrungen

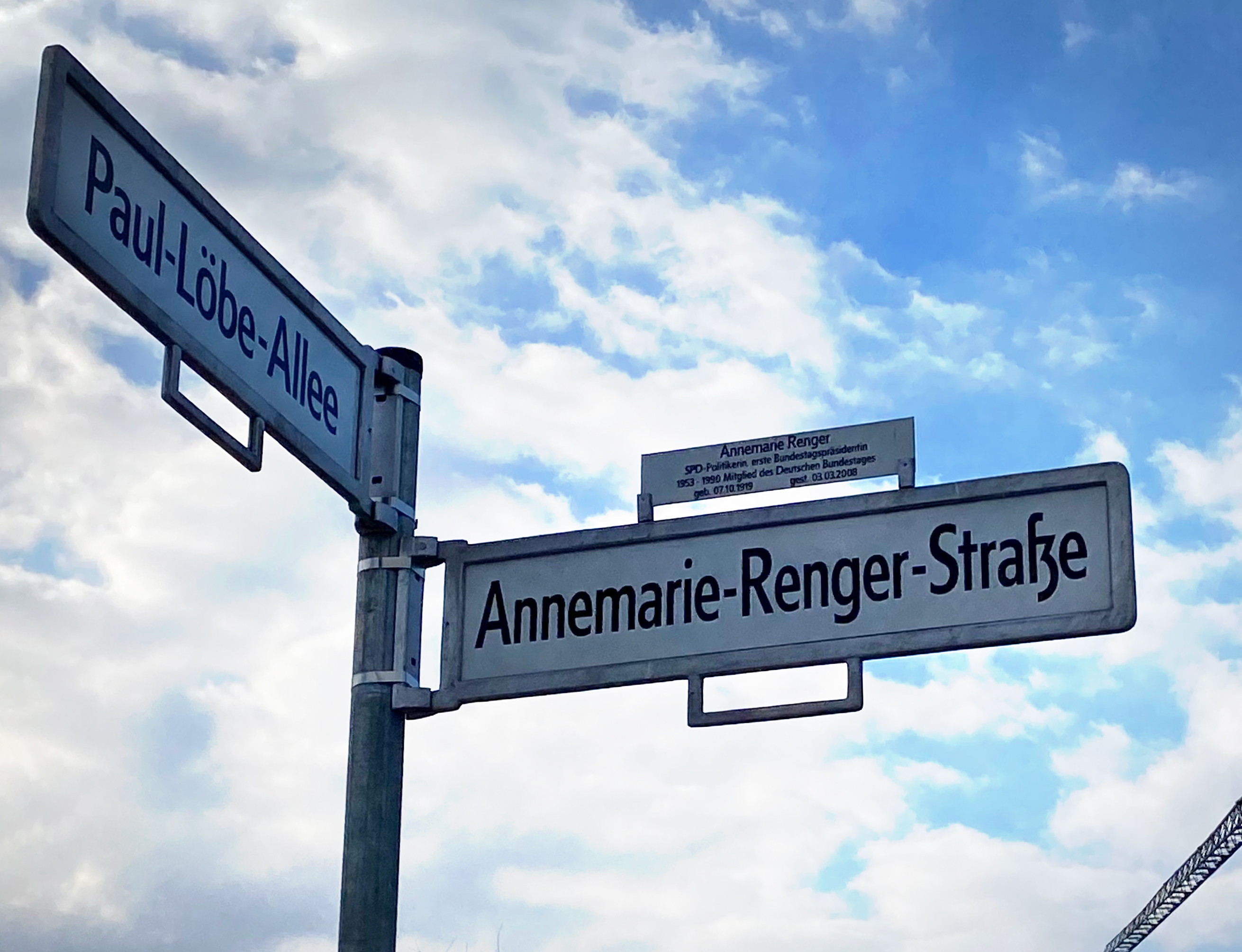
Straßenschild der Annemarie-Renger-Straße vor dem Paul-Löbe-Haus, Berlin

Annemarie Renger wurde in vielfältiger Weise für ihr besonderes Engagement im deutsch-jüdisch-israelischen Verhältnis ausgezeichnet. Sie leitete vierzehn Jahre lang die Deutsch-israelische Parlamentariergruppe. 1992 erhielt Renger gemeinsam mit Hildegard Hamm-Brücher die Buber-Rosenzweig-Medaille. Man verlieh ihr die Ehrendoktorwürde der Ben-Gurion-Universität im Negev und 2006 den Heinz-Galinski-Preis der Jüdischen Gemeinde Berlin. 1995 erhielt sie den Verdienstorden des Landes Nordrhein-Westfalen und 1974 das Großkreuz des Verdienstordens der Bundesrepublik Deutschland. Sie war Ehrenmitglied des Reichsbanners Schwarz-Rot-Gold.
Zu Ehren ihres Lebens fand am 13. März 2008 ein Trauerstaatsakt in Berlin statt.
Sie wurde auf dem Bonner Südfriedhof bestattet.
In Berlin, München, Leipzig, Mainz, Gifhorn, Sinsheim, Waghäusel und Bornheim (Rheinland) gibt es eine Annemarie-Renger-Straße, in Oberhausen, Erlensee und Hameln einen Annemarie-Renger-Weg.
Philatelistisches
Mit dem Erstausgabetag 10. Oktober 2019 gab die Deutsche Post AG anlässlich des 100. Geburtstags der ehemaligen Bundestagspräsidentin ein Sonderpostwertzeichen im Nennwert von 155 Eurocent heraus. Der Entwurf stammt von der Grafikerin Julia Neller aus Berlin.

## Wahrnehmung
In der Presse wurde Renger ab den 1980er-Jahren als „Grande Dame“ der deutschen Sozialdemokratie bezeichnet. Renger legte Wert auf Stil und Auftreten; man sagte ihr eine Vorliebe für Sportwagen und Pelze nach, ihr Haar war perfekt frisiert. 1980 machte sie den neugewählten SPD-Abgeordneten Gerhard Schröder auf das Fehlen einer Krawatte aufmerksam: „Genosse Schröder, wenn morgen die Wahl des Bundeskanzlers ist, bindest Du Dir aber eine Krawatte um, wie es sich gehört.“ Schröder folgte der Anweisung und resümierte beim Staatsakt nach Rengers Tod 2008: „Für sie war die korrekte Kleidung Ausdruck des Respekts vor einem Verfassungsorgan des demokratischen Deutschlands. Die Institutionen der parlamentarischen Demokratie waren zu achten. Sie strahlten für Annemarie Renger eine eigene Würde aus, die nicht verletzt werden durfte.“ Im Jahr 1987 trat der Grünen-Abgeordnete Thomas Ebermann recht leger gekleidet ans Rednerpult im Plenarsaal des Deutschen Bundestages. Renger wies ihn darauf hin: „Machen Sie Ihr Hemd zu.“ Ebermann leistete dem Folge.

## Zitate
„Ich habe erreicht, was ich wollte. Es ist bewiesen, dass eine Frau das kann.“

„Ich bin ein Stück Sozialdemokratie.“

„Mit ihr haben wir eine bedeutende Parlamentarierin verloren, eine engagierte Demokratin, eine Abgeordnete mit Leib und Seele. Annemarie Renger war in der Geschichte des Deutschen Bundestages die erste Frau und Sozialdemokratin, die dieses Amt innehatte und sie übte es so gerne wie überzeugend aus – mit Bestimmtheit und Würde. Kennzeichnend war ihr gelegentlich energischer Durchsetzungswille, den alle Parlamentarier, über Fraktionsgrenzen hinweg, erleben durften.“

## Veröffentlichungen
- Sozialdemokratie und Parlament. In: Beiträge zu Einzelproblemen des „Entwurfs eines ökonomisch-politischen Orientierungsrahmens für die Jahre 1973–1985“ (= Langzeitprogramm. Band 5). Hrsg. von Helmut Schmidt und Hans-Jochen Vogel. Verlag Neue Gesellschaft, Bonn-Bad Godesberg 1973, ISBN 3-87831-144-3, S. 29–37.
- Parlamentarierinnen in den europäischen Versammlungen. In: Wolf Frühauf (Hrsg.): Wissenschaft und Weltbild. Festschrift für Hertha Firnberg. Europaverlag, Wien 1975, ISBN 3-203-50554-1, S. 49–56.
- Annemarie Renger, Karl Carstens, Alfred Ollesch: Selbstverständnis. Der Bundestag im Spiegel dreier Debattenbeiträge (= Bundestag von A–Z. Band 18). AZ-Studio, Bonn 1977, DNB 800774841.
- Die Konferenz der Europäischen Parlamentspräsidenten – Ursprung und Ziele. In: Heinz Rosenbauer, Volkmar Gabert (Hrsg.): Parlamentarismus und Föderalismus. Festschrift für Rudolf Hanauer aus Anlaß seines 70. Geburtstages. Ehrenwirth, München 1978, ISBN 3-431-02064-X, S. 184–189.
- Berechtigte Kritik hält lebendig. Der Bundestag ist anpassungsfähig und reformbereit geblieben. In: Hartmut Klatt (Hrsg.): Der Bundestag im Verfassungsgefüge der Bundesrepublik Deutschland. Bonn 1980, S. 141–144.
- Notwendigkeit und Formen einer parlamentarischen Planungsbegleitung. In: Jürgen Jekewitz, Michael Melzer, Wolfgang Zeh (Hrsg.): Politik als gelebte Verfassung. Festschrift für Friedrich Schäfer. Westdeutscher Verlag, Opladen 1980, ISBN 3-531-11500-6, S. 87–92.
- Fasziniert von Politik. Beiträge zu Zeit. Vorwort von Bundeskanzler Helmut Schmidt. Seewald, Stuttgart 1981, ISBN 3-512-00610-8.
- Der zentrale Ort der Politik. In: Eckart Busch (Hrsg.): Parlamentarische Demokratie. Festschrift für Helmut Schellknecht zum 65. Geburtstag. Heidelberg 1984, ISBN 3-7685-3784-6, S. 3–8.
- Eine faszinierende Aufgabe. In: Rupert Schick (Hrsg.): Der Bundestagspräsident. Amt, Funktionen, Personen. 15. Wahlperiode. 16., aktualisierte Auflage. Bearbeitet von Michael F. Feldkamp. Olzog, München 2003, ISBN 3-7892-8128-X, S. 131–136.
- Braucht der Staat des Grundgesetzes Elemente direkter Demokratie? In: Philipp Jenninger (Hrsg.): „Unverdrossen für Europa“. Festschrift für Kai-Uwe von Hassel zum 75. Geburtstag. In Zusammenarbeit mit Karl Josef Hahn. Nomos, Baden-Baden 1988, ISBN 3-7890-1576-8, S. 339–345.
- Vierzig Jahre Deutscher Bundestag. Erfahrungen und Maßstäbe. In: Aus Politik und Zeitgeschichte. Bonn 1989, Heft 37/38, S. 7–12.
- Ein politisches Leben. Erinnerungen. Deutsche Verlagsanstalt, Stuttgart 1993, ISBN 3-421-06532-2.